# Андроньевский проезд
Андро́ньевский прое́зд (ранее — Пло́щадь Пря́микова) — проезд в Центральном административном округе города Москвы на территории Таганского района. Пролегает от Андроньевской площади до Волочаевской улицы. Нумерация домов начинается от Андроньевской площади.

## Происхождение названия
Проезд получил название по Андроньевской площади. С 1946 г. по 1992 г. входил в состав площади Прямикова.

## Транспорт
- Станции метро «Площадь Ильича» и «Римская».
- Железнодорожная платформа «Серп и Молот».
- Автобусы № 125, 730.
- Трамваи № 20, 43, 45.

## Улица в произведениях литературы и искусства
- 2012 — Жизнь и судьба (телесериал)

В январе 2011 года на стыке Волочаевской улицы, Гжельского переулка, Хлебникова переулка и Андроньевского проезда были сняты первые кадры сериала с эпизодами жизни в военной Москве героев повествования, вернувшихся из эвакуации.

## Галерея

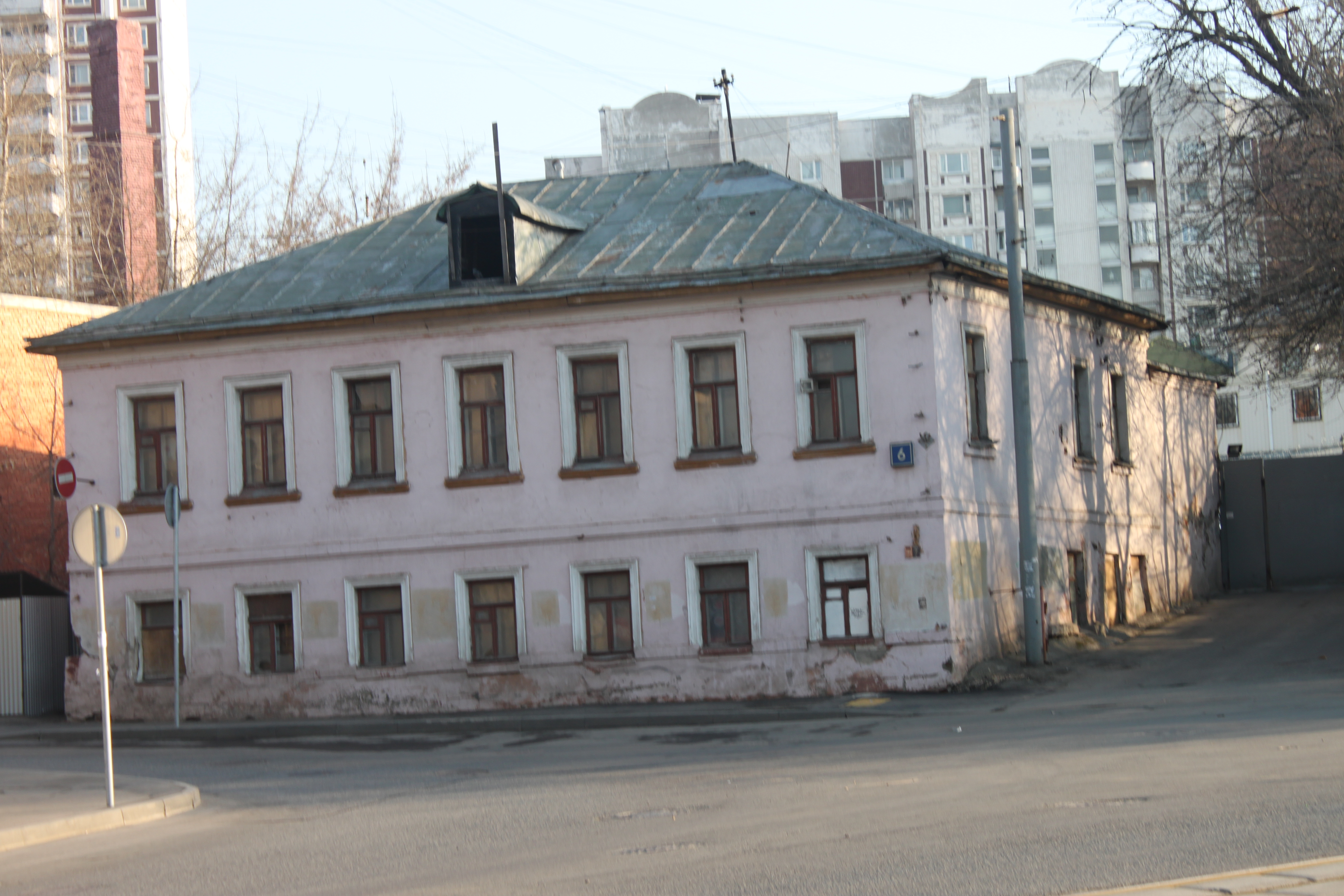
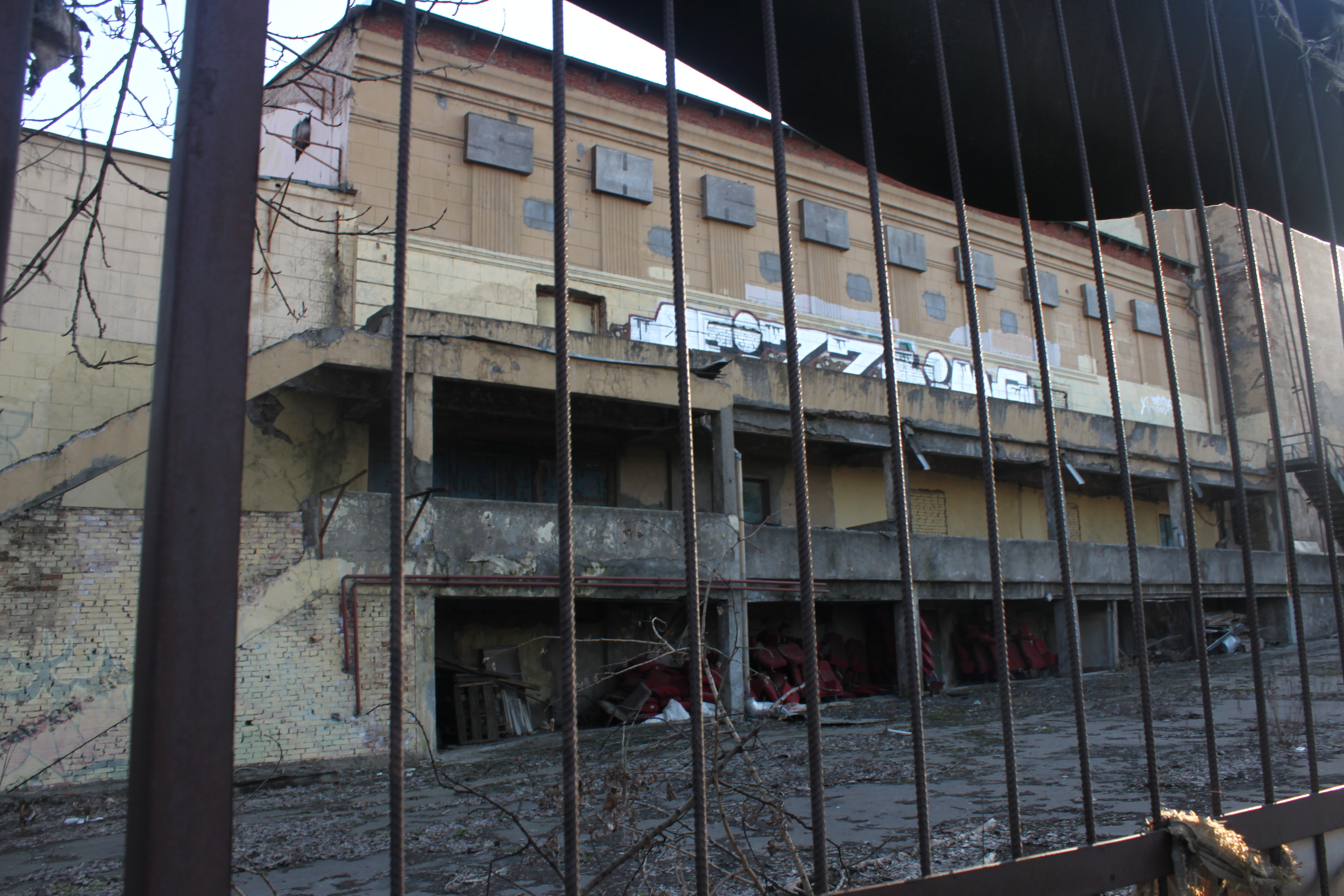
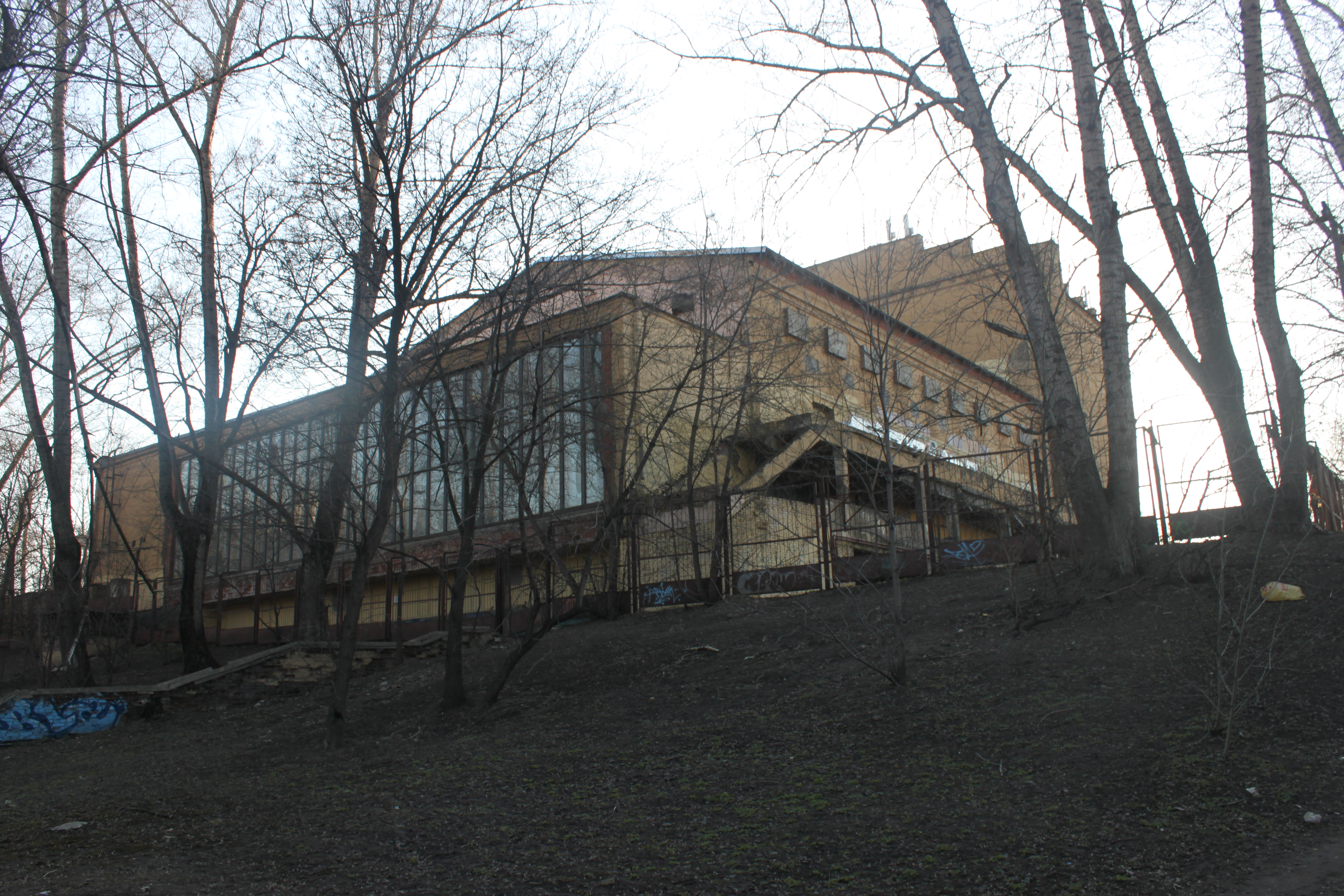